# Wohn- und Geschäftshaus Poststraße 20 bis 24
Das Wohn- und Geschäftshaus Poststraße 20 bis 24, Ecke Werner-Kammann-Straße, in der niedersächsischen Kreisstadt Cuxhaven im Landkreis Cuxhaven stammt vom ersten Drittel des 20. Jahrhunderts.
Aktuell (2024) wird es für Wohnungen und Läden genutzt.
Das Gebäude steht unter Denkmalschutz (siehe auch Liste der Baudenkmale in Cuxhaven).

## Geschichte und Beschreibung
Die 1929 verbreiterte Poststraße ist eine lange und alte Hauptstraße, die in Südost-Nordwest-Richtung von der Bahnhofstraße / Nordersteinstraße / Kaemmererplatz bis zum Feldweg in Döse führt. Sie wurde im Rahmen einer Erweiterung des Stadtkerns deutlich ausgebaut.

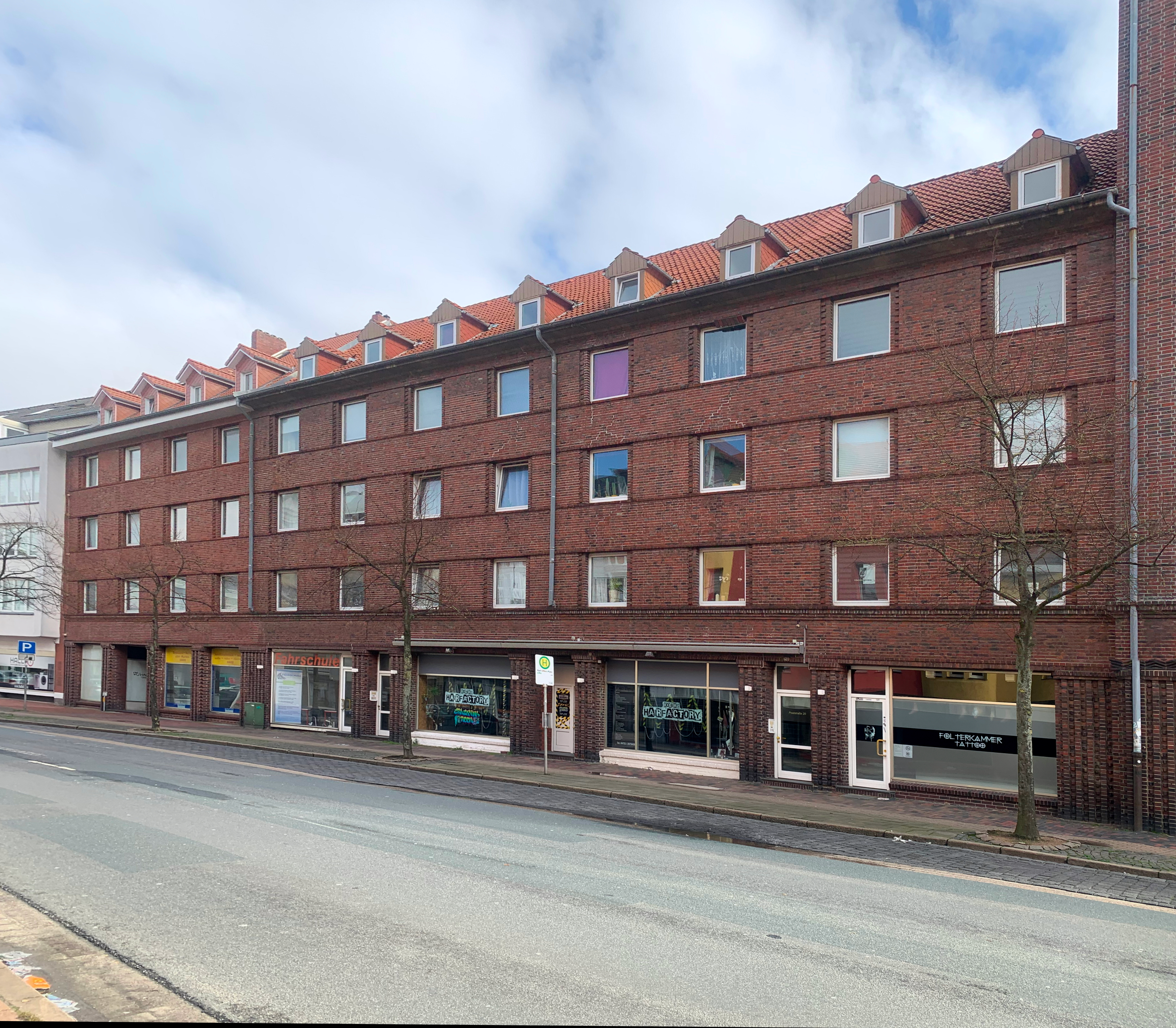

Das vier- und sechsgeschossige traufständige 12- und vierachsige verklinkerte Kopfgebäude auf Keller mit ziegelgedecktem Satteldach mit Gauben und Flachdach wurde 1929 nach Plänen von Richard Alberts für die Bauhütte Cuxhaven gebaut. Die horizontalbetonten Fassaden wurden straßenseitig gestaltet und gegliedert mit den Läden im Erdgeschoss mit zahlreichen Schmuckformen zwischen den Schaufenstern und Eingängen aus Backstein und teilweise auch in Terrakotten; darüber ein Gesims und die gleichmäßigen quadratischen Fenster mit seitlichen Steineinfassungen. Der Kopfbau mit einer negativen Ecke, den horizontalen gleichen Fenstern und den vertikalen schmalen Fenstern im obersten Dachbodengeschoss ist betont zurückhaltend gestaltet. An der Ecke Poststraße/Werner-Kammann-Straße, über dem Erdgeschoss, ist eine übermannsgroße Figur eines Maurers vom Hamburger Bildhauer Richard Kuöhl, welche an die Tradition der Bauhütte erinnern soll.
Das Landesdenkmalamt befand u. a.: „… Die städtebaulich markante Ecksituation nimmt ein einschließlich des Dachbodens sechsgeschossiger Baublock unter Flachdach ein …“
Architekt Alberts entwarf in Cuxhaven am Karl-Olfers-Platz das Mehrfamilienhaus Elfenweg 6 und das ähnliche Mehrfamilienhaus Poststraße 33.
Richard Kuöhl (1880–1961) realisierte zahlreiche Skulpturen und Reliefs in Stein und Keramik, vor allem in Hamburg (u. a. Chilehaus) aber auch in Bremen (Postamt 5), Lübeck (u. a. Handelshof) und vielen anderen Orten.